# جزيرة أولينغابي
جزيرة أولينغابي وهي جزيرة من جزر إندونيسيا، وتقع في إقليم غورونتالو، ضمن أرخبيل سولاوسي.